# Filippide (politico)
Filippide (in greco antico: Φιλιππίδης?, Philippídes; IV secolo a.C. – dopo il 338 a.C.) è stato un politico e oratore ateniese.

## Biografia
Questo Filippide è noto principalmente per l'orazione che Iperide pronunciò contro di lui (Contro Filippide) in un processo per illegalità, conservatasi integra solo nella parte finale. Da essa si apprende che Filippide aveva proposto con un decreto di conferire una corona ai proedri che avevano presieduto un'assemblea nella quale avevano lasciato che si votassero e approvassero degli onori a importanti personaggi macedoni, tra cui forse il principe ereditario Alessandro. Si sa inoltre, grazie a questa orazione, che già in precedenza Filippide aveva sostenuto apertamente i Macedoni (e che ancora prima aveva sostenuto gli Spartani), che faceva spesso uso di battute e scherzi nelle sue orazioni e che, prima di questo processo, era già stato condannato due volte per proposte illegali.
Filippide era inoltre famoso per la sua magrezza scheletrica, presa in giro da molti comici dell'antichità come Alessi, Aristofonte e Menandro, di cui restano vari frammenti. Questi brani sono stati conservati da Ateneo di Naucrati e Claudio Eliano; entrambi ricordano che Alessi aveva inventato il verbo φιλιππιδοῦσθαι, "filippidizzarsi", cioè diventare magro come Filippide.
Lo stesso Iperide, in un frammento di quest'orazione conservato da Ateneo, ricordava questa caratteristica dell'accusato, usando la frase "era insignificante fisicamente a causa della sua magrezza".